# Teorema de Hahn-Banach
O Teorema de Hahn-Banach é um dos principais resultados da Análise Funcional na Matemática. O Teorema apresenta condições para que funcionais lineares definidos em um subespaço de um espaço vetorial possam ser estendidos para todo o espaço. Aplicado para espaços normados, garante que exista um determinado funcional linear, contribuindo para a Teoria de Espaços Duais, que representa uma importante área da Teoria de Espaços Normados.
O Teorema foi inicialmente deduzido por H. Hahn (1927). Foi então apresentado em sua forma geral por Stefan Banach (1929) e generalizado para espaços vetoriais complexos por H. F. Bohnenblust e A. Sobczyk (1938).

## Resultados Preliminares

### Conjunto parcialmente ordenado
Um conjunto parcialmente ordenado é um conjunto {\displaystyle M} no qual é definida uma ordem parcial, ou seja, uma relação binária representada por {\displaystyle \leq } que satisfaz as seguintes condições:
- {\displaystyle a\leq a} para todo {\displaystyle a\in M};
- Se {\displaystyle a\leq b} e {\displaystyle b\leq a}, então {\displaystyle a=b};
- Se {\displaystyle a\leq b} e {\displaystyle b\leq c}, então {\displaystyle a\leq c}.

### Lema de Zorn
O Lema de Zorn é um axioma da Teoria dos Conjuntos, equivalente ao Axioma da Escolha. O lema pode ser apresentado como: se, em um conjunto não-vazio e parcialmente ordenado, todo subconjunto totalmente ordenado tem uma quota superior, então o conjunto tem um elemento maximal.

### Extensão
Seja um objeto matemático (por exemplo, uma transformação linear) definido em um subconjunto {\displaystyle Z} de um conjunto {\displaystyle X}. Uma extensão busca definir o objeto em todo o conjunto {\displaystyle X}, preservando determinadas propriedades válidas no subconjunto {\displaystyle Z}.
No teorema de Hahn-Banach, o objeto a ser estendido é um funcional linear f definido em um subespaço {\displaystyle Z} de um espaço vetorial {\displaystyle X}.

### Funcional Sublinear
Um funcional sublinear é uma função {\displaystyle p} de valor real definida em um espaço vetorial X com as seguintes propriedades:
- {\displaystyle p(x+y)\leq p(x)+p(y)} para todo {\displaystyle x,y\in X};
- {\displaystyle p(\alpha x)=\alpha \,p(x)} para todo {\displaystyle \alpha \geq 0}, {\displaystyle \alpha \in \mathrm {R} } e para todo {\displaystyle x\in X}.

## Enunciado do Teorema de Hahn-Banach
O Teorema de Hahn-Banach pode ser assim enunciado:
Teorema de Hahn-Banach:  Seja {\displaystyle X} um espaço vetorial no campo dos número reais e {\displaystyle p} um funcional sublinear em {\displaystyle X}. Seja ainda {\displaystyle f} um funcional linear definido em um subespaço {\displaystyle Z} de {\displaystyle X} que satisfaça {\displaystyle f(x)\leq p(x)} para todo {\displaystyle x\in Z}. Então {\displaystyle f} possui uma extensão linear {\displaystyle {\tilde {f}}} de {\displaystyle Z} para {\displaystyle X}, ou seja, {\displaystyle {\tilde {f}}{\textrm {satisfaz}}\,{\tilde {f}}(x)=f(x)} para todo {\displaystyle x\in Z} e {\displaystyle {\tilde {f}}(x)\leq p(x)} para todo {\displaystyle x\in X}.

##### Demonstração
A demonstração pode ser encontrada em . Em termos gerais, inicialmente demonstra-se que o conjunto {\displaystyle E} de todas as extensões lineares {\displaystyle g} de {\displaystyle f} que satisfazem {\displaystyle g(x)\leq p(x)} pode ser parcialmente ordenado. Após isso, mostra-se que todo subconjunto de {\displaystyle E} que seja totalmente ordenado possui uma cota superior. Então, pelo Lema de Zorn, existe um elemento maximal {\displaystyle {\tilde {f}}} de {\displaystyle E}. Em seguida, mostra-se que o domínio dessa extensão {\displaystyle {\tilde {f}}} é, de fato, o espaço {\displaystyle X}. Portanto, conclui-se que {\displaystyle {\tilde {f}}} é a extensão linear de {\displaystyle f} dita no enunciado do teorema, e a demonstração é concluída. 

## Outras Versões do Teorema

### Espaços Vetoriais Complexos
O Teorema de Hahn-Banach para espaços vetoriais complexos pode ser enunciado da seguinte forma:
"Seja {\displaystyle X} um espaço vetorial no campo dos número reais ou dos números complexos e {\displaystyle p} um funcional em {\displaystyle X} de valor real que satisfaça as seguintes condições:
- {\displaystyle p(x+y)\leq p(x)+p(y)} para todo {\displaystyle x,y\in X};
- {\displaystyle p(\alpha x)=|\alpha |\,p(x)} para todo {\displaystyle \alpha } escalar e para todo {\displaystyle x\in X}.

Seja ainda {\displaystyle f} um funcional linear definido em um subespaço {\displaystyle Z} de {\displaystyle X} que satisfaça {\displaystyle |f(x)|\leq p(x)} para todo {\displaystyle x\in Z}. Então {\displaystyle f} possui uma extensão linear {\displaystyle {\tilde {f}}} de {\displaystyle Z} para {\displaystyle X}, ou seja, {\displaystyle f} satisfaz {\displaystyle {\tilde {f}}(x)=f(x)} para todo {\displaystyle x\in Z} e {\displaystyle |{\tilde {f}}(x)|\leq p(x)} para todo {\displaystyle x\in X}."
A demonstração segue de maneira análoga à demonstração da versão real do teorema.

### Espaços Normados
O Teorema de Hahn-Banach para espaços normados pode ser enunciado da seguinte forma:
"Seja {\displaystyle f} um funcional linear definido em um subespaço {\displaystyle Z} de um espaço normado {\displaystyle X}. Então existe um funcional linear limitado {\displaystyle {\tilde {f}}} em {\displaystyle X} que é uma extensão de {\displaystyle f} para {\displaystyle X} e que possui a mesma norma, ou seja, {\displaystyle \|{\tilde {f}}\|_{X}=\|f\|_{Z}}."
A demonstração pode ser realizada a partir da primeira versão do teorema com {\displaystyle p(x)=\|f\|\|x\|}.

### Versão Geométrica
A versão geométrica do Teorema de Hahn-Banach pode ser assim enunciada:
"Seja {\displaystyle X} um espaço normado e {\displaystyle C\subseteq X} um subconjunto convexo e fechado de {\displaystyle X}. Dado {\displaystyle x_{0}\in X}, {\displaystyle x_{0}\not \in C}, existe um funcional linear limitado {\displaystyle f} que satisfaz {\displaystyle f(x_{0})\geq f(x)} para todo {\displaystyle x\in C}."
A demonstração segue a partir da definição de Funcional de Minkowski.

## Consequências do Teorema de Hahn-Banach

### Funcionais Lineares Limitados
A partir do Teorema de Hahn-Banach, obtém-se o seguinte resultado:
"Seja {\displaystyle X} um espaço normado e {\displaystyle x_{0}\in X}, {\displaystyle x_{0}\neq 0}. Então existe um funcional linear limitado {\displaystyle {\tilde {f}}} em {\displaystyle X} que satisfaz {\displaystyle \|{\tilde {f}}\|=1} e {\displaystyle {\tilde {f}}(x_{0})=\|x_{0}\|}."
A demonstração pode ser feita a partir da versão do Teorema para Espaços Normados, considerando o subespaço {\displaystyle Z} de todos os elementos {\displaystyle x=\alpha x_{0}}, no qual {\displaystyle \alpha } é um número escalar, e definindo em {\displaystyle Z} o funcional {\displaystyle f(x)=f(\alpha x_{0})=\alpha \|x_{0}\|}.

### Norma de um vetor
Outro resultado obtido a partir do Teorema de Hahn-Banach é dado por:
"Seja {\displaystyle X} um espaço normado e {\displaystyle x} um vetor de {\displaystyle X}, então {\displaystyle \|x\|=sup{\frac {|f(x)|}{\|f\|}}}, para todo funcional linear {\displaystyle f} de {\displaystyle X}, {\displaystyle f\neq 0}."

### Teorema de Philips
O Teorema de Philips é pode ser considerado uma versão do Teorema de Hahn-Banach para transformações lineares:
"Seja {\displaystyle X} um espaço normado e {\displaystyle Z} um subespaço de {\displaystyle X}. Seja ainda uma transformação linear limitada {\displaystyle T} definida em {\displaystyle Z} cuja imagem está no espaço {\displaystyle l_{\infty }}. Então existe a extensão {\displaystyle {\tilde {T}}} definida em {\displaystyle X}, com imagem em {\displaystyle l_{\infty }}, que satisfaz {\displaystyle {\tilde {T}}(x)=T(x)} para todo {\displaystyle x\in Z} e {\displaystyle \|{\tilde {T}}\|=\|T\|}.